# Mariona Ríos i Pérez
Mariona Ríos i Pérez (Vilafranca del Penedès, 11 de maig de 1991) és una il·lustradora, dissenyadora de moda, actriu, muralista, il·lustradora, escriptora i escenògrafa catalana.

## Trajectòria

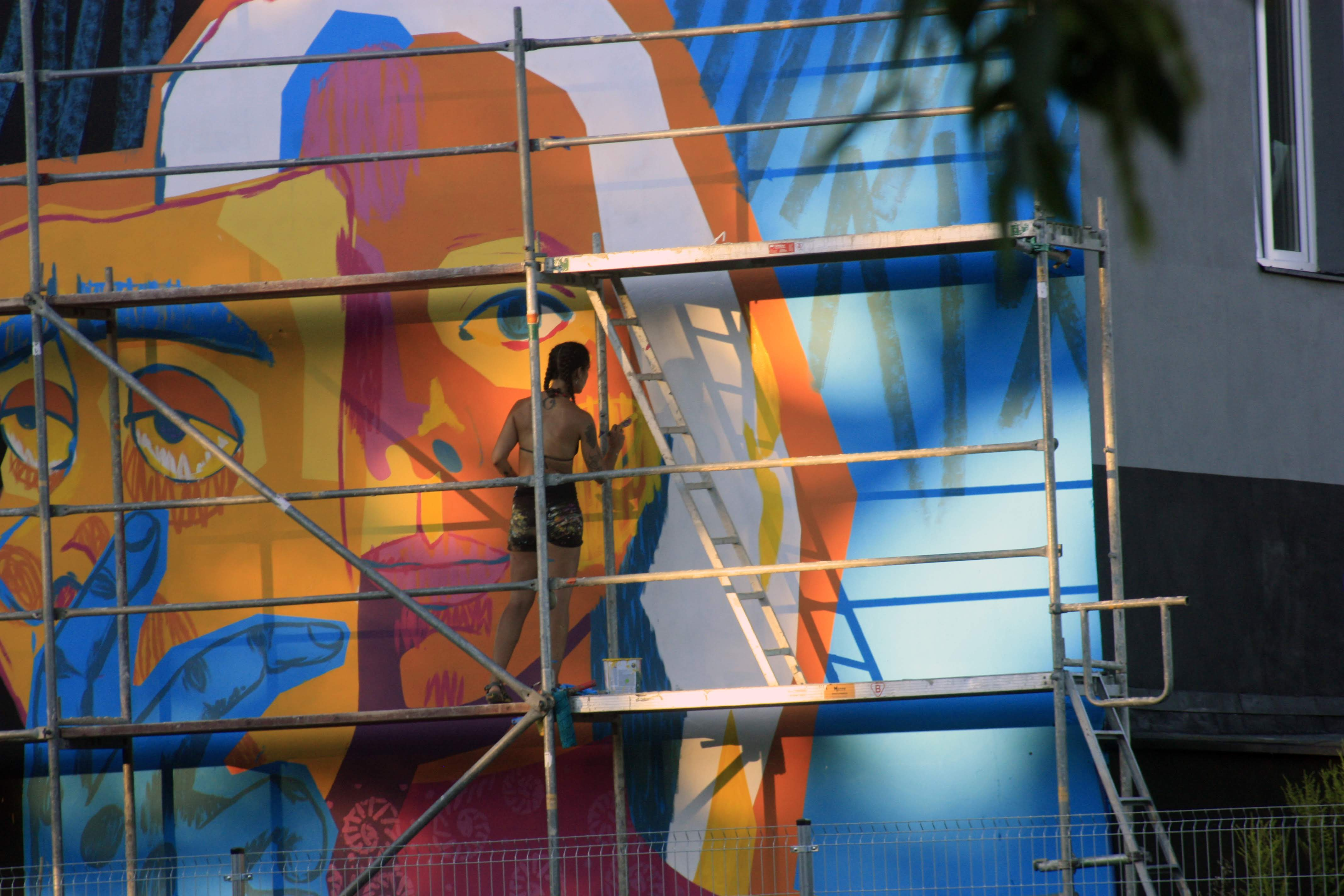
Ríos realitzant un mural a Hajnówka

Del 2010 al 2019 va escriure i narrar relats eròtics i va col·laborar amb el setmanari El 3 de vuit amb petits relats. La seva obra gràfica es caracteritza per la representació de la dona, l'atmosfera onírica, els tics surrealistes i els colors vius.
El 2021 va estrenar Un mapa del cos, un espectacle de creació pròpia i multidisciplinari de música lied amb els músics Miquel Villalba i Marina Torra.

## Obra publicada
- El balcó màgic (amb Mireia Ríos Esteban; Salvatella, 2020) ISBN 9788418427015[6]
- Espurnes, un conte de musicoteràpia (amb Roser Ríos; Andana, 2022) ISBN 978-84-16445-74-5[7]